# Balík peněz
Balík peněz (v anglickém originále Where the Money Is) je americký kriminální komediálně-dramatický film z roku 2000, který režíroval Marek Kanievska, napsal E. Max Frye a v hlavních rolích se představili Paul Newman, Linda Fiorentino a Dermot Mulroney. Tento kasovní propadák byl Newmanovým předposledním hraným filmem v kinech, ačkoli ještě řadu let se věnoval oceňovanému dabingu a hrané televizní tvorbě. Byl to také doposud poslední film Lindy Fiorentino uvedený v kinech. Název filmu je převzat z výroku, který se připisuje bankovnímu lupiči Williemu Suttonovi.

## Děj
Profesionální zloděj Henry Manning předstírá těžkou mrtvici a žije v oregonském pečovatelském domě, kde se o něj stará Carol Ann McKay, bývalá královna maturitního plesu. Carol Ann je fascinovaná jeho kariérou bankovního lupiče a začne podezřívat, že jeho stav je jen podvod. Aby ho donutila přiznat pravdu, shodí ho i s vozíkem do jezera. Když Henry sám vyjde z vody, musí přiznat, že celé roky předstíral.
Henry vysvětlí, že díky józe a meditaci dokázal napodobit příznaky mrtvice a uniknout tak vězení. Po večeru v baru Henry uteče s Waynovým autem, ale druhý den se vrací. Carol ho brzy přemluví k bankovní loupeži, která se nakonec rozroste do přepadení obrněného transportu. Henry ji učí, jak sledovat pohyb vozidel, a když začne být Wayne podezřívavý, Carol ho přesvědčí, že s ním od začátku počítala. Loupež probíhá úspěšně, i přes několik problémů.
Následující den má být Henry převezen zpět do vězení, ale Carol ho na poslední chvíli osvobodí. Když se vrátí domů pro Wayna, zjistí, že je zradil. Policie obklíčí dům, Wayne se vzdá, zatímco Henry a Carol utečou zadním vchodem. Henry Carol vysadí v lese s lupem a sám vjede s autem do jezera, čímž předstírá svou smrt a nechává Wayna, aby nesl následky.
V závěrečné scéně jsou Henry a Carol Ann v klenotnictví, jehož bezpečnostní systém záhadně přestal fungovat. Carol zaměstná prodavače, zatímco Henry, znovu na invalidním vozíku, se připravuje na nový lup.